# فرماندهی یگان‌های ویژه فراجا
فرماندهی یگان‌های ویژه فراجا مجموعه‌ای از یگان‌های عملیاتی تابعه فرماندهی انتظامی جمهوری اسلامی ایران است، که در سال ۱۳۷۰ از نیروهای کمیته انقلاب اسلامی (لشکر ۲۸ روح‌الله) تأسیس شد.
یگان ویژه به‌عنوان «سرکوب‌گرترین نیروی ضدشورش جمهوری اسلامی» یاد شده‌است. پیشینهٔ عمر یگان ویژه به شکل حدودی با عمر شورش‌های خیابانی در دوران جمهوری اسلامی، برابری کرده‌است؛ در همین هنگام، اگر شهرت کمیته‌های وابسته در بگیر ببند و یورش بردن به مهمانی‌ها و گشت و ایست‌های بازرسی بوده‌است، یگان ویژه تمام این کارها را در خیابان به برخورد مسلحانه با معترضان و منتقدها و به گلوله‌بستن و کشتار چنین کسانی تبدیل کرد. تا سال ۱۴۰۰، یگان ویژهٔ نیروی انتظامی جمهوری اسلامی ایران، هشت تجربهٔ بزرگ در سرکوب اعتراضات داشته‌است. در یکی از خونین‌ترین سرکوب‌های خیابانی تاریخ نظام جمهوری اسلامی، که تنها در سه روز میان ۲۴ تا ۲۶ آبان ۱۳۹۸ رخ داد، یگان ویژه مهم‌ترین نیرویی بود که برای سرکوب در خیابان‌ها حاضر شد. این کشتار و خشونت‌ها، با تحریم‌های حقوق بشری برای فرماندهان همراه بوده‌اند. این یگان در سال ۱۳۹۱ تعداد ۶۰ هزار نفر نیروی آماده به خدمت داشت. هم‌اکنون سرتیپ پاسدار مسعود مصدق فرماندهی یگان ویژه را برعهده دارد.

## ساختار و سلسله مراتب

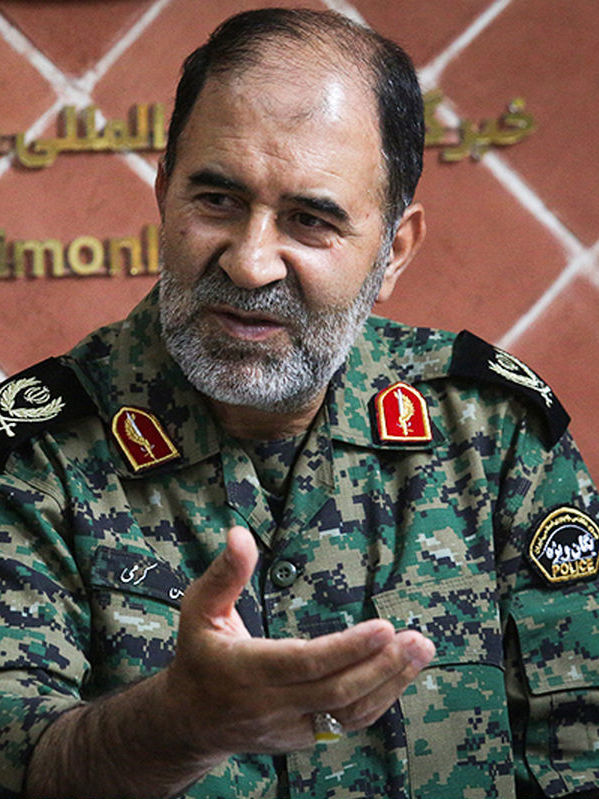
سرتیپ پاسدار حسن کرمی، فرمانده پیشین یگان‌های ویژه

کلیه یگان‌های ویژه در سراسر کشور به لحاظ سلسله مراتب نظامی، زیرمجموعه ستاد فرماندهی یگان‌های ویژه فراجا اداره می‌شوند. قرارگاه آن در تهران و فرماندهی آن بر عهده سرتیپ پاسدار مسعود مصدق است. وی سابقه جانشینی فرماندهی انتظامی تهران بزرگ را دارد. پیش از این، سرتیپ پاسدار عزیزالله رجب‌زاده، سرتیپ پاسدار سید مجتبی عبداللهی و سرتیپ پاسدار حسن کرمی فرماندهی یگان‌ ویژه را برعهده داشتند.
به لحاظ عملیاتی، یگان‌ ویژه در هر استان تحت امر فرماندهی انتظامی استان مربوط بوده که در پایتخت، فرماندهی انتظامی تهران بزرگ این امر را عهده‌دار است.
یگان ویژه فراجا شامل تیپ‌های عملیاتی و احتیاط در تهران و سایر استان‌های کشور است:
- یگان یکم (تیپ امیرالمؤمنین)، که قرارگاه آن در تهران و حوزه عملیاتی آن سراسر کشور است.
- یگان دوم (تیپ موسی بن جعفر)، که قرارگاه آن در تهران و حوزه عملیاتی آن سراسر کشور است.
- یگان سوم (تیپ امام حسین)، که قرارگاه آن در تهران و حوزه عملیاتی آن سراسر کشور است.
- یگان چهارم (تیپ امام حسن مجتبی)، که قرارگاه آن در تهران و حوزه عملیاتی آن تهران بزرگ است.
- یگان ویژه فرماندهی انتظامی ویژه شرق استان تهران
- یگان ویژه فرماندهی انتظامی ویژه غرب استان تهران
- یگان ویژه در مرکز تمامی استان‌های کشور
- تیپ ویژه رهایی گروگان نوپو

### وضعیت‌ها
ماموریت‌های نیروهای یگان ویژه در سه بخش مختلف تقسیم شده‌است:
- وضعیت سفید: در وضعیت عادی هیچ‌گونه رویدادی که موجب برهم‌خوردن نظم عمومی جامعه شود، اتفاق نیفتاده‌است و تمام سازمان‌ها خدمات روزانه خود را ارائه می‌دهند. در این شرایط وظایف این فرماندهی در برقراری نظم و امنیت مسابقات ورزشی خلاصه می‌شود. نیروهای یگان ویژه با لباس‌ های ورزشی(شلوار و پیراهن سرمه ای و اورکت زرد فسفری) در ورزشگاه‌های کشور حضور یافته و به جهت جلوگیری از ایجاد جو امنیتی در ورزشگاه‌ها، از پوشش و نام «یگان انتظامی ورزشگاه‌ها» استفاده می‌کنند.
- وضعیت خاکستری: در وضعیت غیرعادی، برخی بی‌نظمی‌ها، تخلف‌ها و جرایم مخل نظم و امنیت جامعه در مراحل اولیه هستند و نیروهای این یگان می‌بایست به عنوان کمک‌رسان و یاری‌دهنده سایر نیروهای درگیر باشند. از مصادیق این وضعیت می‌توان به امدادرسانی به افراد در معرض بلایای طبیعی، تسهیل ترافیک، رهایی گروگان و مقابله با حملات تروریستی را نام برد.
- وضعیت زرد و قرمز: در این دو مرحله، وضعیت انتظامی و امنیتی جامعه به علت وقوع تخلفات و بی‌نظمی‌های گسترده خارج از کنترل نیروهای انتظامی عادی بوده و جان و مال شهروندان به‌طور گسترده در معرض تعرض و خطر است. وقوع شورش‌ها و اعتراضات وسیع با هدف مقابله با دولت و حکومت مرکزی از جمله این موارد است که نیروهای این یگان موظف به دخالت و مقابله هستند.
- 'یگان امداد فرماندهی انتظامی جمهوری اسلامی ایران یکی از یگان‌های عملیاتی پلیس ایران می‌باشد که فرماندهی مستقلی در ساختار فراجا نداشته و به‌صورت منطقه‌ای و تحت‌الامر فرماندهی انتظامی هر استان در کشور عمل می‌کند. یگان امداد ساختاری شبیه یگان ویژه فراجا دارد و کنترل اجتماعات، مبارزه و برخورد با اغتشاشات، مشارکت در عملیات‌های ویژه (گروگان‌گیری، بمب‌گذاری، طرح‌های پاکسازی و…)، اعزام نیرو و امدادرسانی به دیگر پلیس‌های تخصصی از جمله وظایف عمده یگان‌های امداد فراجا می‌باشد. کنترل انتظامی کلیه بزرگراه‌ها در تهران بزرگ، برعهده واحدهای گشت انتظامی یگان امداد فرماندهی انتظامی تهران بزرگ است. از واحدهای این یگان می‌توان به تیپ کنترل اجتماعات، یگان گشت انتظامی، گروهان چک خنثی‌سازی بمب اشاره کرد. رنگ یونیفرم افراد یگان امداد به‌صورت یکدست (شلوار و پیراهن) سبز پررنگ است (یونیفرم یگان امداد همان لباس عملیاتی کارکنان فراجا هست که در عملیات‌ها به تن می‌کنند) و تمامی افراد اعم از افسر و درجه‌دار پوتین به پا می‌کنند.

## وحشیگری و کشتار
یگان ویژه به‌عنوان «سرکوب‌گرترین نیروی ضدشورش جمهوری اسلامی» یاد شده‌است. پیشینهٔ عمر یگان ویژه به شکل حدودی با عمر شورش‌های خیابانی در دوران جمهوری اسلامی، برابری کرده‌است؛ در همین هنگام، اگر شهرت کمیته‌های وابسته در بگیر ببند و یورش بردن به مهمانی‌ها و گشت و ایست‌های بازرسی بوده‌است، یگان ویژه تمام این کارها را در خیابان به برخورد مسلحانه با معترضان و منتقدها و به گلوله‌بستن و کشتار چنین کسانی تبدیل کرد. آمارهای نهادهایی چون عفو بین‌الملل می‌گفت که دست‌کم ۳۰۴ تن، تنها در سه روز اعتراض‌های آبان ۱۳۹۸ توسط نیروهای امنیتی کشته شدند و نیروهایی که حکومت در خیابان فرستاد نیز بیشتر نیروهای یگان ویژه و لباس‌شخصی‌ها بوده‌اند. تا سال ۱۴۰۰، یگان ویژه نیروی انتظامی، هشت تجربهٔ بزرگ در سرکوب اعتراضات داشته‌است. در یکی از خونین‌ترین سرکوب‌های خیابانی تاریخ نظام جمهوری اسلامی، که تنها در سه روز میان ۲۴ تا ۲۶ آبان ۱۳۹۸ رخ داد، یگان ویژه مهم‌ترین نیرویی بود که برای سرکوب در خیابان‌ها حاضر شد. اسماعیل احمدی مقدم، فرماندهٔ پیشین ناجا، اعلام کرد که در تظاهرات تاسوعا و عاشورای ۱۳۸۸ هواداران جنبش سبز، خودروی نیروی انتظامی، مردم را زیر کرده‌است.
این کشتار و خشونت‌ها، با تحریم‌های حقوق بشری همراه بوده‌اند؛ در نمونه‌ای در فروردین ۱۴۰۰، حسن کرمی فرماندهٔ یگان‌های ویژه ناجا، حسین اشتری فرماندهٔ نیروی انتظامی جمهوری اسلامی، غلامرضا ضیایی رئیس زندان اوین و شماری دیگر، به اتهام سرکوب کردن خشن اعتراضات آبان ۱۳۹۸ ایران، به فهرست تحریم‌های حقوق بشری اتحادیه اروپا افزوده شدند.
در سوی دیگر این موارد، در مرداد ۱۳۹۳، حسن کرمی، فرمانده نیروهای یگان ویژه نیروی انتظامی ایران اعلام کرد که در جریان اعتراض‌های بعد از انتخابات ۱۳۸۸، «خطاهایی» از یگان ویژه سر زده‌است. کرمی، فرمانده یگان ویژه «مردمی نبودن یگان‌های ویژه» را دلیل این «برخوردها» توصیف کرد. در یکی از فیلم‌های منتشر شده در اینترنت، نیروهای یگان ویژه با باتون، به خودروی شهروندی یورش می‌برند که مأمور دیگری (احتمالاً نهاد دیگر) مانع ادامه یافتن شد.

### گزارش‌های دیگر
- در خرداد ۱۳۹۹، مردم بخش غیزانیه در استان خوزستان برای اعلام اعتراض‌شان به نبودن آب و بی‌مسئولیتی بخشداری و مدیران، در روبروی بخشداری بخش غیزانیه گرد هم آمدند و سپس جاده قدیم اهواز - ماهشهر را نیز بستند. در پی این اعتراض، نیروی انتظامی و یگان ویژه وارد شدند و به سرکوب «شدید» مردمی که اعتراض داشتند، پرداختند. تصاویری از آسیب به برخی از معترضان از پا، در پیامد تیراندازی‌ها، منتشر گردید.[۹]
- در مهر ۱۳۹۹، شمار بسیاری از سوگواران شجریان، موسیقی‌دان و خوانندهٔ ایرانی، در روبروی بیمارستان جم، گرد هم آمدند و پس از مدتی که شعارهای مردم سیاسی شد، نیروهای یگان ویژه به سوگواران او یورش بردند.[۱۰]
- در اردیبهشت ۱۴۰۰، گزارش شد که نیروهای یگان ویژه برای «رفع تصرف از اراضی ملی» به خانه‌ها و باغ‌های مردم روستاهای منطقه کهمان و درتنگ علیا الشتر استان لرستان یورش بردند که اعتراض ساکنان این منطقه‌ها را به همراه داشت و این نیروها، به سوی مردم تیراندازی کرده و شماری از آنان، زخمی شدند. در جایی دیگر آمد که تیراندازی یگان ویژه و نیروی انتظامی به مردم روستای درتنگ علیا الشتر، باعث زخمی‌شدن چند تن شد. ویدیوهای پخش‌شده، تیراندازی پی‌درپی مأموران و در پی آن، زخم برداشتن چند تن از مردم روستا را نشان می‌داد؛ در یکی از تصاویر نیز مردمی قابل دیدن بودند که در حال پرتاب کردن سنگ به سوی نیروها هستند.[۱۱]

## شلیک عامدانه و سیستماتیک به چشم معترضان
نظام جمهوری اسلامی در خیزش ۱۴۰۱ ایران صدها نفر را در خیابان‌های ایران به طور سیستماتیک و عامدانه، با گلوله‌های ساچمه‌ای و پینت‌بال زخمی کرد و حالا بیشتر از یک سال است که معترضان مجروح از ناحیه چشم بلاتکلیف با درد و نبود دارو و درمان شکنجه می‌شوند.

### گزارش‌ها
- محمدحسین عرفان ۲۴ ساله، روز ۳۰ شهریورماه ۱۴۰۲ عکسی از یک نقشه ایران سیاه‌پوش را که اسم کشته‌شدگان اعتراضات ۱۴۰۱ با رنگ خون بر آن نوشته شده بود، در اینستاگرامش منتشر کرد و نوشت: «کاش اشک بعدی، اشک شوق باشه».محمدحسین ۳۰ بهمن ۱۴۰۲ به دلیل عفونت هر دو چشمش که در آبان ۹۸ با گلوله ساچمه‌ای نابینا شده بود، جان باخت. ساچمه‌هایی که از اسلحه ماموران سرکوب اعتراضات شلیک شده بودند، چهار سال محمدحسین را شکنجه کردند و هیچ پزشک و بیمارستان و دارویی نتوانست او را از خطر مرگ و دردهای طاقت‌فرسای همیشگی نجات دهد.محمدحسین عرفان بالای صفحه اینستاگرامش، همان‌جا که کنار اسم یک توضیح کوتاه درباره خودشان می‌نویسند، نوشته است: «این زمستان را نبین، ما هم بهاری داشتیم.» در روایت آخرین عکس اینستاگرام حسین نیز نوشته شده: «ماشه چکانده شد به دست کسی که فرمانی داشت از ناکسی ...لعنت به دستی که ماشه کشید.»
- پارسا قبادی ۱۸ ساله شب ۳۰ آبان ۱۴۰۱ در اعتراضات کرمانشاه هر دو چشمش را با گلوله ساچمه‌ای ماموران حکومتی از دست داد.او در گفت‌وگو با ایران‌اینترنشنال می‌گوید: «ساچمه‌ها داخل جمجمه‌ و نزدیک به مغزم است، هر کدام سه سانتی‌متر با کاسه چشم فاصله دارد. ماموران مردمک، قرنیه و شبکیه چشمم را هدف گرفته بودند که هر دو سوراخ شد.»پارسا ۱۲ شهریور ۱۴۰۲ در آستانه سالگرد کشته شدن مهساژینا امینی، در روزهایی که حکومت به دلیل ترس از شکل‌ گرفتن اعتراضات خیابانی، خانواده‌های دادخواه را بازداشت می‌کرد، دستگیر شد. او می‌گوید: «من را در مغازه پدرم بازداشت و به انفرادی زندان دیزل‌آباد کرمانشاه بردند. آن‌جا زیر شکنجه به دلیل اینکه نگفتم سلام فرمانده را برای خامنه‌ای خوانده‌اند، زنجیر به پایم بستند و از سقف آویزانم کردند و ساعت‌ها کتکم زدند.»او بعد از ۱۷ روز انفرادی و چهار روز زندان عمومی با وثیقه سنگین آزاد شد و برای اینکه دوباره بازداشت نشود، ایران را ترک کرد.پارسا درباره وضعیتی که در ترکیه داشت می‌گوید: «چون مهلت پاسپورتم تمام شده بود، از ترس دیپورت شدن نمی‌توانستم از خانه خارج شوم و قطره چشمم هم تمام شده بود. فشار چشمم بالا رفت و وقتی به آلمان رسیدم فوری بستری شدم. دکتر گفت اگر چند روز دیرتر می‌آمدی چشمت می‌ترکید.»او مدام اشاره می‌کند از روزی که چشمش را با گلوله زده‌اند تا همین حالا حتی یک روز را بدون درد سپری نکرده است: «کارهای روزمره‌ام را انجام می‌دهم اما درد همیشه با من است. چشم راستم ۴۰ درصد و چشم چپ ۱۵ درصد بینایی دارد. ۱۰ عمل روی چشم‌هایم انجام داده‌ام و اگر این عمل آخر جواب ندهد باید چشم چپم را تخلیه کنم.»
- محمدحسین لیریایی، جوان ۳۴ ساله‌ای است که ماموران حکومتی در اعتراضات اردیبهشت ۱۴۰۱ ایران در درود هر دو چشمش را با گلوله ساچمه‌ای نابینا کرده‌اند. یک فرد مطلع درباره وضعیت او به ایران اینترنشنال می‌گوید: «۲۲ ماه است که بینایی‌اش را از دست داده و بعد از طی کردن مراحل درمان اولیه هنوز نتوانسته حتی بخش کوچکی از آن را به دست بیاورد.»این فرد اشاره کرد محمد لیریایی ممنوع‌الخروج شده و دیگر هیچ امیدی برای درمان در خارج از ایران ندارد. او گفت: «علاوه بر چشم‌هایش، هفتاد گلوله ساچمه‌ای در بدن محمد است که چرک کرده و او به دلیل نداشتن توان مالی نتوانسته است برای درمان آن‌ها اقدام مناسبی انجام دهد.»او همچنین درباره روزی که محمد در خیابانی در درود با گلوله ساچمه‌ای به چشم و بدنش آسیب دید، می‌گوید: «محمد در گوشه‌ای از خیابان در کنار معترضان ایستاده بود، اما ناگهان ماموران حکومت از راه رسیدند و با گلوله ساچمه‌ای به چشم و بدن او شلیک کردند.»

غزل رنجکش، حسین نوری‌نیکو، ضحا موسوی، محمد فرضی، نیلوفر آقایی، متین حسنی هر کدام در جای جای ایران هدف گلوله‌ ماموران حکومتی قرار گرفتند و حالا همگی در حال طی کردن روند درمان هستند.یکی از آن‌ها که در ایران است به ایران‌اینترنشنال می‌گوید: «تا مدت‌ها به ما دارو نمی‌رسید. داروهای ما را به داروخانه نمی‌رساندند تا با درد ما را شکنجه کنند. ما که هر روز با فشار و چشم و درد مواجه هستیم.»امیر شاه‌ولایتی، حسین جعفری، علی زارعی، متین حسنی و حسین حسین‌پور از معترضانی بودند که با شلیک عامدانه ماموران حکومت نابینا و مدت‌ها در بازداشت بودند. آن‌ها در زندان با جلوگیری از دادن داروهایشان شکنجه شدند.

## اربعین
به نقل از رادیو فردا یگان ویژه در سال ۲۰۱۹ بیش از ۲۰ هزار نیرو برای امنیت تامین اربعین فرستاده است البته به این معنا نیست که تمام نیروهای یگان ویژه در سراسر ایران فراخوانده باشند 

## تجهیزات
| سلاح‌های سازمانی | سلاح‌های سازمانی             | سلاح‌های سازمانی | سلاح‌های سازمانی | سلاح‌های سازمانی |
| ر.              | سلاح                        | کاربری | توضیحات | منبع            |
| --------------- | --------------------------- | --- | --- | --------------- |
| ۱               | زعاف                        | سلاح کمری | |                 |
| ۲               | تفنگ کلاشینکف               | تهاجمی | | [ ۱۶ ]          |
| ۳               | تفنگ دراگونوف               | تک تیرانداز | |                 |
| ۴               | مسلسل دستی تندر             | | |                 |
| ۵               | تفنگ موسبرگ ۵۰۰             | ضد شورش(در صورت استفاده از ساچمه‌های نمره ۷ تا ۱۲ در برابر انبوه جمعیت و ساچمه‌های نمره ۶ تا ۹ برای کنترل اجتماعات)                          | بنابر ادعای حسن کرمی در کنترل اجتماعات و اعتراضات از مهمات پلاستیکی استفاده می‌شود                                                          | [ ۱۷ ] [ ۱۸ ]   |
| ۶               | نارنجک‌انداز ام۷۹            | پرتاب نارنجک و مهمات دودزا | | [ ۱۷ ] [ ۱۸ ]   |
| ۷               | تفنگ هشدار ۳۸ میلی متری T.P | ضد شورش | شلیک اشک‌آور CN، اشک آور CS، اشک آور CNS، باتوم پلاستیکی و الکتریکی EL و PL، دودزای SMOK، آتش زا TH، منور ILL                               | [ ۱۷ ] [ ۱۸ ]   |
| ۸               | تفنگ پینتبال                | ضد شورش | مدل TippMan Custom 98 | [ ۱۷ ] [ ۱۸ ]   |
| ۹               | پرتابگر اشک آور ضربت        | پرتاب گلوله‌های اشک آور، دودزا و تهوع آور                                                                                                   | از مهمات کالیبر ۳۸/۱ استفاده می‌کند و دارای برد مؤثر ۱۰۰ متر می‌باشد                                                                         | [ ۱۹ ]          |
| تجهیزات موتوری  |                             | | |                 |
| ر.              | تجهیزات                     | توضیحات | توضیحات | منبع            |
| ۱               | خودرو راتق                  | | | [ ۲۰ ]          |
| ۲               | خودرو آب پاش نیمه سنگین     | | |                 |
| ۳               | خودرو آب پاش سنگین          | این خودروها دارای دو توپ آب‌پاش متحرک با بُرد ۷۰ متر و امکان چرخش ۱۸۰ درجه هستند و قابلیت پاشیدن مایع اشک‌آور، مایع بدبو و مایع رنگی را دارند | این خودروها دارای دو توپ آب‌پاش متحرک با بُرد ۷۰ متر و امکان چرخش ۱۸۰ درجه هستند و قابلیت پاشیدن مایع اشک‌آور، مایع بدبو و مایع رنگی را دارند | [ ۲۱ ]          |
| ۴               | خودرو فاتق                  | این نفربر زرهی با گنجایش ۱۰ سرنشین و مجهز به یک برجک با چهار خروجی جهت پرتاب گلوله اشک آور و هدفگیری تک تیرانداز است                       | این نفربر زرهی با گنجایش ۱۰ سرنشین و مجهز به یک برجک با چهار خروجی جهت پرتاب گلوله اشک آور و هدفگیری تک تیرانداز است                       | [ ۲۱ ]          |
| ۵               | سیستم صاعقه                 | ایجاد فلش نور جهت اختلال موقت بینایی | ایجاد فلش نور جهت اختلال موقت بینایی | [ ۲۲ ]          |
| ۶               | خودرو حارق                  | | | [ ۲۳ ]          |
| ۷               | خودرو ثور                   | | | [ ۲۴ ]          |
| ۸               | خودرو فاتب                  | | | [ ۲۴ ]          |
| ۹               | شیلتر مخابراتی              | | | [ ۲۴ ]          |
| ۱۰              | خودرو رعد                   | | | [ ۲۴ ]          |
| ۱۱              | خودرو کاراکال               | دارای قابلیت نصب برجک، دارای دید پیرامونی برای راننده و فرمانده                                                                            | دارای قابلیت نصب برجک، دارای دید پیرامونی برای راننده و فرمانده                                                                            | [ ۲۵ ]          |